# Rolf Spinnler
Rolf Spinnler (* 8. April 1927 in Solothurn; † 23. März 2000 in Moutier; heimatberechtigt in Basel) war ein Schweizer Maler, Bühnenbildner, Illustrator und Zeichner.

## Leben und Werk
Rolf Spinnler absolvierte eine Lehre als Bauzeichner und nahm Malstunden bei Cuno Amiet. Von 1942 bis 1945 besuchte er die Kunstgewerbeschule in Biel. Anschliessend war er als Bühnenmaler im Ateliertheater Bern und am Stadttheater Basel tätig. 1949 studierte er an der École des Beaux-Arts in Genf. 1953 hielt er sich für weitere Studien an der Académie de la Grande Chaumière in Paris auf. Es folgten verschiedene Auslandaufenthalte, so in Den Haag, München und in der Provence. Zudem lebte er längere Zeit in Piacenza.
Ab 1963 lebte Spinnler in Biel, wo er 1976 ein Mitbegründer und erster Präsident der dortigen Sektion der GSMBA war. Seine Werke stellte er in zahlreichen Gruppenausstellungen aus. Spinnler erhielt 1960, 1963 und 1969 ein Eidgenössisches Kunststipendium. 1970 erhielt er ein Stipendium der Stadt Basel. 1973 wurde ihm der Kunstpreis des Kantons Solothurn und 1999 der Kulturpreis der Stadt Biel verliehen.
Öffentliche Ankäufe erfolgten durch die Eidgenössische Kunstkommission, durch den Kanton Bern sowie die Kunstmuseen Solothurn, Thun, Olten und Moutier. Sechs Jahre nach seinem Tod zeigte das Kunstmuseum Solothurn 2006 eine retrospektive Ausstellung mit 120 seiner Werke.